# Bion le Rhéteur
Pour les articles homonymes, voir Bion.
Bion le Rhéteur est un orateur grec connu par une unique mention de Diogène Laërce à la fin de sa biographie de Bion de Borysthène : il est cité dans une liste de dix homonymes de Bion. Diogène Laërce cite ce Bion comme l'auteur d'un ouvrage intitulé Des Muses, en neuf livres, chacun portant le nom d'une des neuf Muses, à l'imitation de l'ouvrage d'Hérodote.